# Hanóch Nísszání
Hanóch Nísszání (héber betűkkel חנוך ניסני, izraeli angol átírással Chanoch Nissany, Tel-Aviv, 1963. július 29. –) izraeli születésű, de Magyarországon élő autóversenyző, üzletember. Ő volt az első izraeli, aki Formula–1-es autót tesztelt. 2020-ban pedig a fia, Roy Nissany tesztelt F1-es autót a spanyol nagydíj első szabadedzésén a Williams-el.

## Pályafutása
Az eredetileg ingatlanokkal foglalkozó Nissany 2002-ben, 38 éves korában kezdte a versenyzést, szabad elhatározásból, mindenféle motorversenyzői tapasztalat nélkül, miután nézőként látta a 2001-es magyar nagydíjat. Az akkori könnyebb feltételek mellett sikerült is elérnie, hogy versenyző lehessen. Kezdetben a Magyar Formula 2000-es bajnokságban versenyzett, ahol bemutatkozó évében második helyet szerezte meg. 2004-ben lehetőséget kapott, hogy a Formula–3000-es világsorozat utolsó három futamán rajthoz álljon. A nagy sikerek elmaradtak, de a következő évben Nissany leszerződött a Formula–1-es Minardi csapathoz, és a 2005-ös magyar nagydíj pénteki napján vezethette a team autóját. Az itteni szereplésehez az is hozzájárult, hogy jelentős pénzzel támogatta a Minardit. Autóversenyzőként azonban a tehetségtelenség egyértelmű jeleit mutatta: jellemzően lassan hajtott a pályán, versenytársai szerint ezzel veszélyeztetve a mezőny biztonságát, többször kipördült, mikor pedig a kavicságyban kötött ki autójával, azért nem szállt ki, mert elfelejtette(!), hogy ehhez ki kell venni a kormányt a helyéről. Nick Heidfeld nem is hagyta szó nélkül a dolgot: „Ha valaki ennyire lassú, mint Nissany, nem szabadna F1-es autóba engedni. Egyszerűen nagy veszélyt jelent még a többi versenyzőre is.” Nissany nem sokkal ezután el is köszönt az aktív autóversenyzéstől.
Később a Balatonfőkajár mellett 2023-ban átadott Balaton Park Circuit versenypálya ügyvezetője lett a létesítmény résztulajdonosaként, ennek kapcsán kiderült, hogy az üzleti vállalkozásai jelentős veszteségeket és adótartozásokat halmoztak fel.

### Teljes Formula 3000-es eredménysorozata
| Év   | Csapat | 1   | 2   | 3   | 4   | 5   | 6   | 7   | 8      | 9      | 10     | Helyezés | Pontszám |
| ---- | ------ | --- | --- | --- | --- | --- | --- | --- | ------ | ------ | ------ | -------- | -------- |
| 2004 | Coloni | SMR | ESP | MON | EUR | FRA | GBR | GER | HUN Ki | BEL Ki | ITA 12 | -        | 0        |

### Teljes Formula–1-es eredménysorozata
(Táblázat értelmezése)

(Félkövér: pole-pozícióból indult; dőlt: leggyorsabb kört futott) 

| Év   | Csapat  | 1   | 2   | 3   | 4   | 5   | 6   | 7   | 8   | 9   | 10  | 11  | 12  | 13     | 14  | 15  | 16  | 17  | 18  | 19  | Helyezés | Pont |
| ---- | ------- | --- | --- | --- | --- | --- | --- | --- | --- | --- | --- | --- | --- | ------ | --- | --- | --- | --- | --- | --- | -------- | ---- |
| 2005 | Minardi | AUS | MAL | BHR | SMR | ESP | MON | EUR | CAN | USA | FRA | GBR | GER | HUN Tp | TUR | ITA | BEL | BRA | JPN | CHN | -        | -    |